# J 35战斗机
J 35「龍」（瑞典語:J 35 Draken）是瑞典薩博集團研制的戰鬥機，亦是世界上首次運用雙三角形機翼佈局用於機體設計的全天候多用途戰機。
1955年至1974年間，瑞典空軍委託紳寶集團製造以接替當時的J 29戰鬥機戰機與J 32戰鬥機的戰鬥機。J 35原型機首飛於1955年，起初設定原為「日間戰鬥機」，後來變化成全天候攔截以及多用途戰機，是一種有效的超音速戰鬥機。
J 35曾出口到奧地利，丹麥和芬蘭三國。

## 設計概述

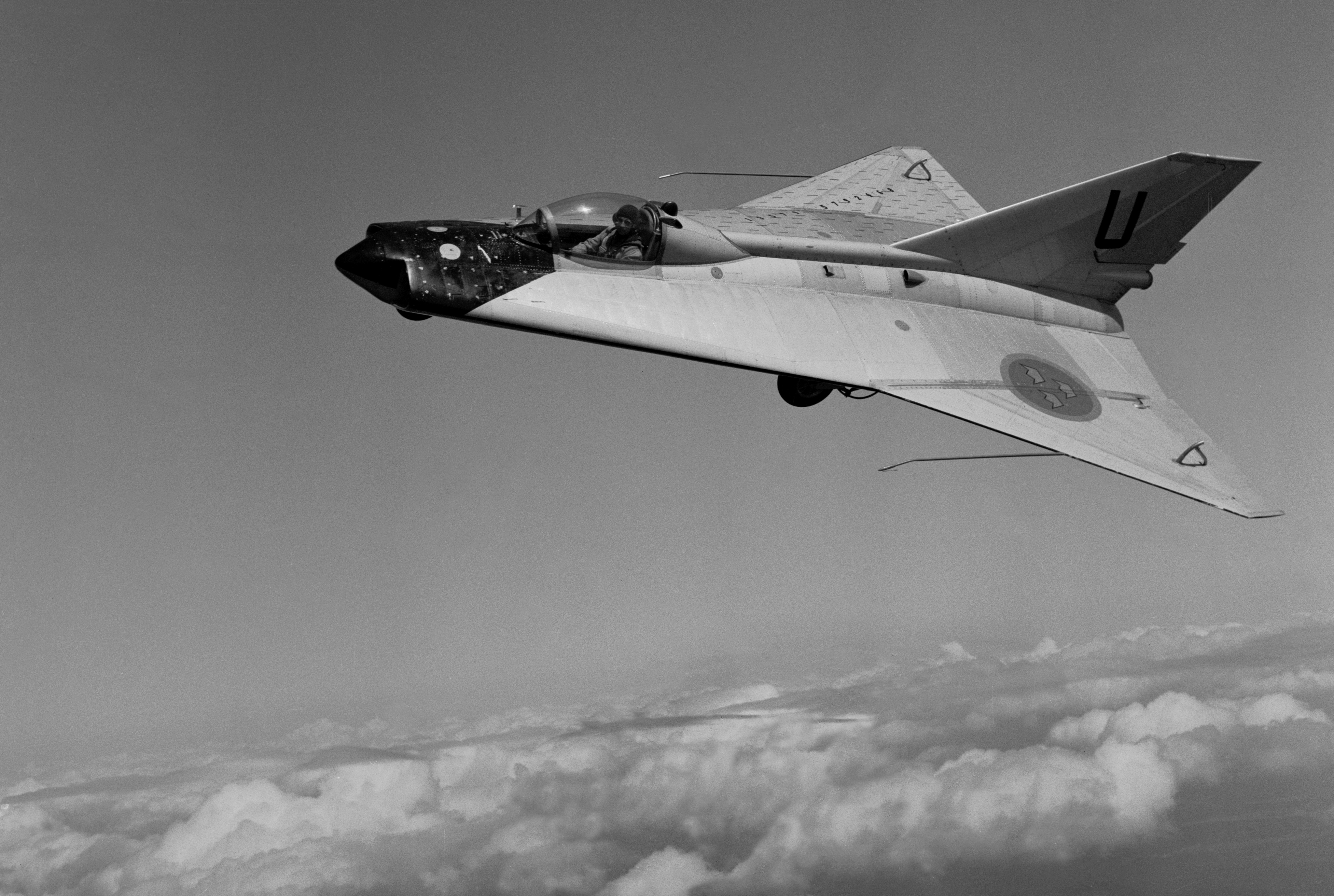
SAAB 210 二重三角翼機概念測試平台

1950年代，隨著飛機噴射時代的開始，瑞典預見到了噴射式戰鬥機，可以有效運用於攔截來犯的高空轟炸機和戰鬥機。同時期美國空軍也正在研製 F-104 星式战斗机，也切合當初瑞典軍方攔截來犯敵機的想法，但J 35仍將F-104的概念融合獨特的瑞典特色，加入設計其中以符合瑞典這個狹長且公路眾多的國家。
1949年9月，瑞典軍方向紳寶集團提出的設計要求是要戰機在戰時能以從小型機場和公路跑道上起降，並在降落後十分鐘內完成重新加油與掛彈。
J 35的設計特色為雙三角翼（三角翼的配置，在加另一個較大的三角翼）。最初雙三角翼的設計驗證來自1952年間SAAB 210實驗機的成功測試。而內翼的80°角為戰機提供良好的高速性能，外側60°的翼則給戰機提供在低空速下的良好性能。動力來源為一具「富豪RM 6B/C」噴射引擎（勞斯萊斯雅芳200/300軸流式噴射引擎），並配備阻力傘供降落時使用。值得一提的是，它可能是世界上最早能夠做出眼鏡蛇動作的噴射式戰鬥機。

## 操作的歷史

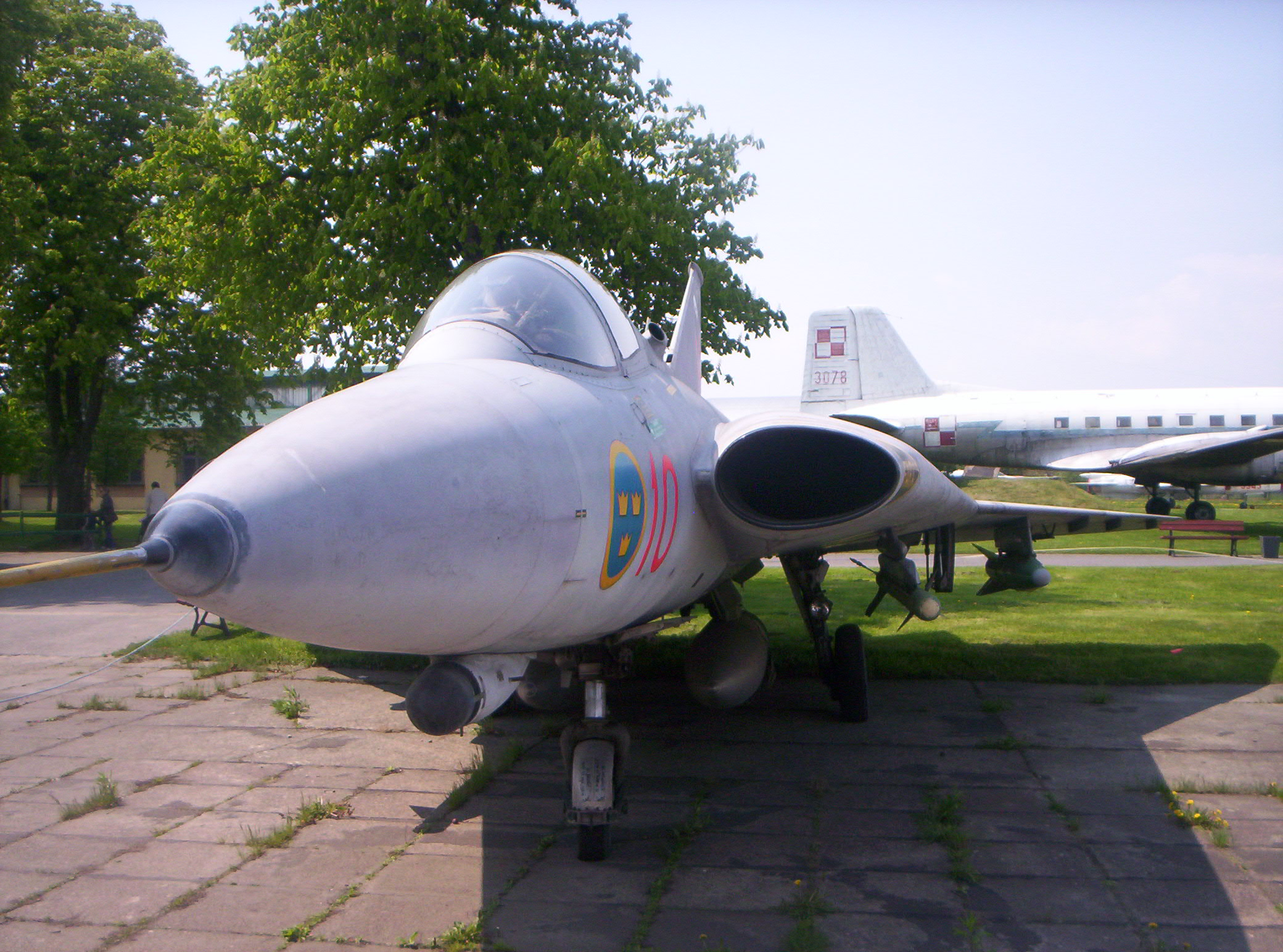
攝於2006年5月，瑞典空軍的J 35陳列於波蘭航空博物館

雖然J 35不是被設計為一個纏鬥用戰鬥機，但它能被證明有良好的瞬轉能力，亦是一架很有能力的空戰戰鬥機。
總計有生產644架J 35在1960年進入瑞典空軍服務以及歐洲與其他國家。早期型號的目的純粹是為了防空，最後型號為就是J 35F。
J 35在20世紀90年代退役，並由JAS 39獅鷲戰鬥機接替其任務。

## 型號
- J 35A：戰鬥機版本，總計生產90架。
- J 35B：戰鬥機版本，總計生產73架。

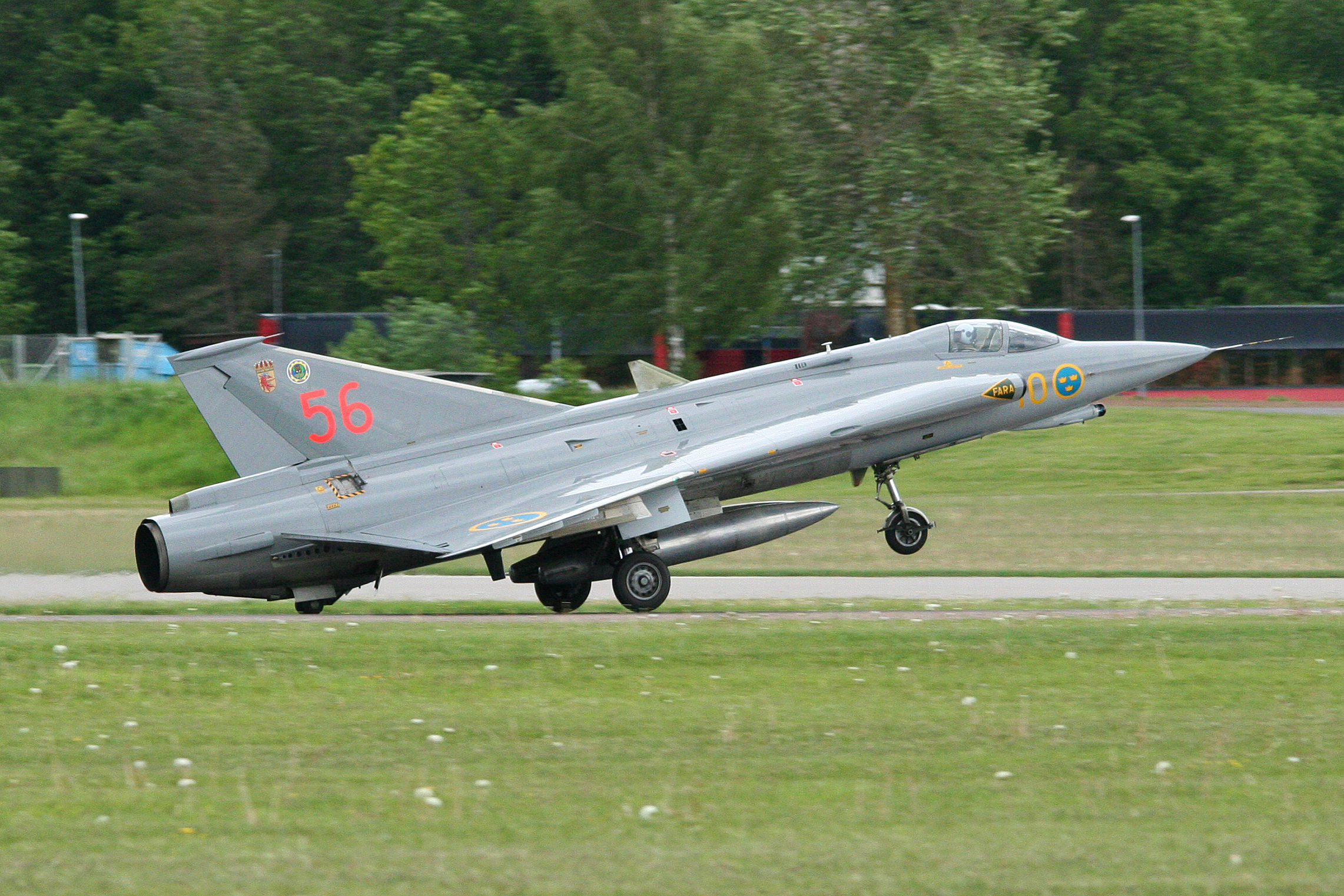
J 35J

- SK 35C：J 35A的訓練機版本，總計生產25架。
- J 35D：戰鬥機版本（改用Rolls-Royce Avon 300 (RM 6C)推力77300 N），總計生產120架。
- S 35E：偵查機版本，總計生產60架。
- J 35F：戰鬥機版本，總計生產230架。
- J 35J：66架J 35F升級成J 35J的標準，更新現代化航電以及火炮，額外增加2個可發射響尾蛇飛彈的掛架，並增加燃油容量。
- Saab 35H：外銷給瑞士空軍的版本，但後來沒有出售。
- Saab 35XD：外銷給丹麥皇家空軍的版本稱為：單座版F-35、雙座教練版TF-35、偵查機版RF-35，與瑞典空軍的機型有很大的不同。
- Saab 35XS：外銷給芬蘭空軍的版本，由SAAB授權給芬蘭組裝生產。
- Saab 35BS：外銷給芬蘭空軍的戰鬥機版本，為原瑞典空軍的J 35B。
- Saab 35FS：外銷給芬蘭空軍的戰鬥機版本，為原瑞典空軍的J 35F。
- Saab 35CS：外銷給芬蘭空軍的訓練機版本，為原瑞典空軍的SK 35C。
- Saab 35Ö：外銷給奧地利空軍的戰鬥機版本24架。

## 使用國家

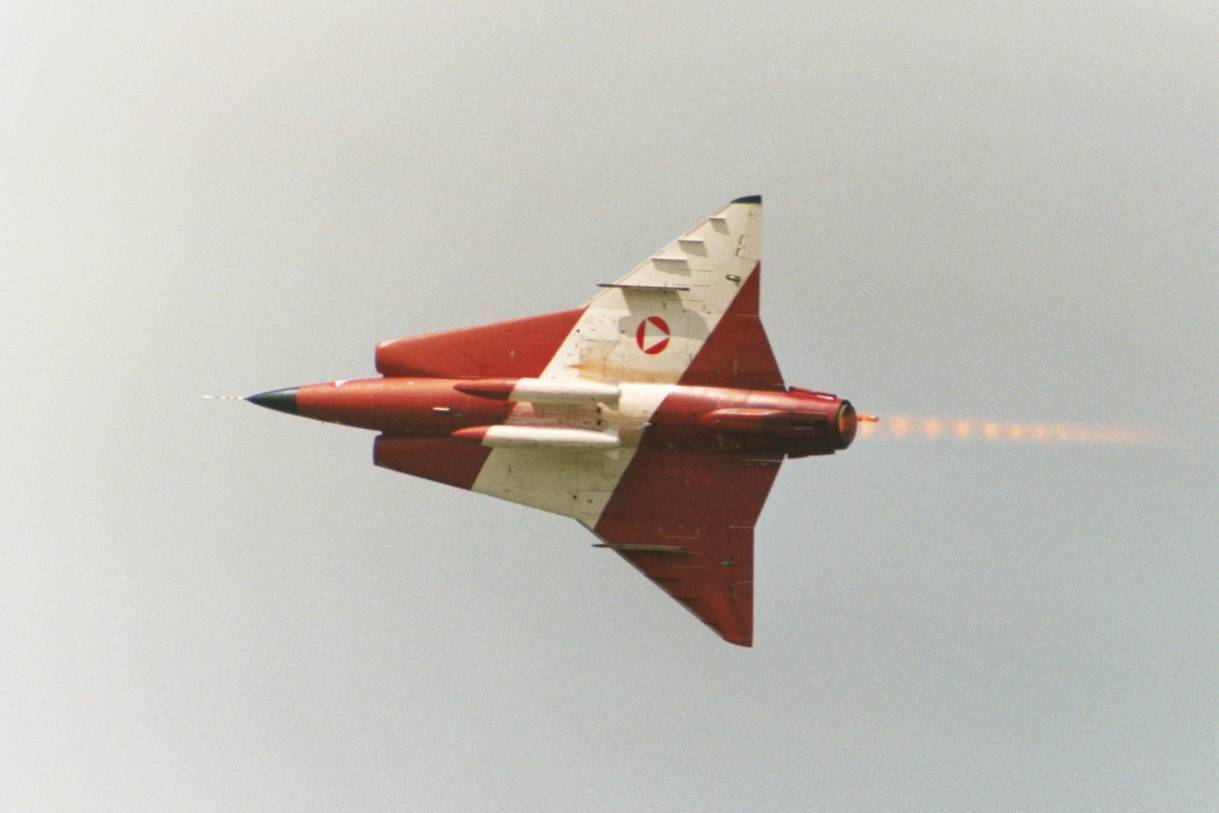
一架飛行中的奧地利空軍J 35

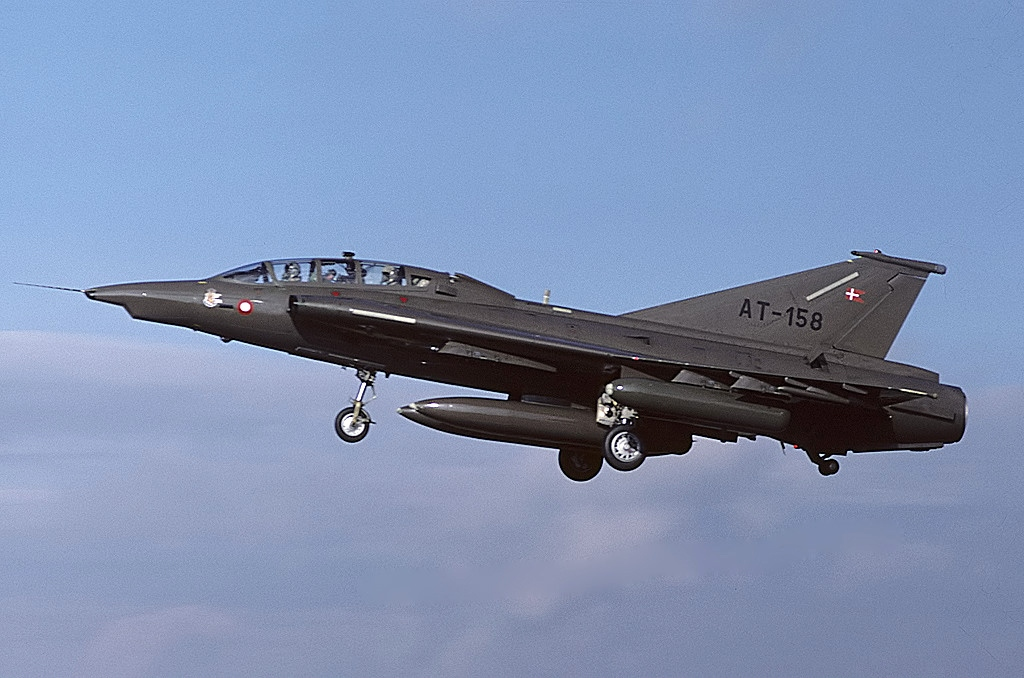
丹麥空軍的TF-35

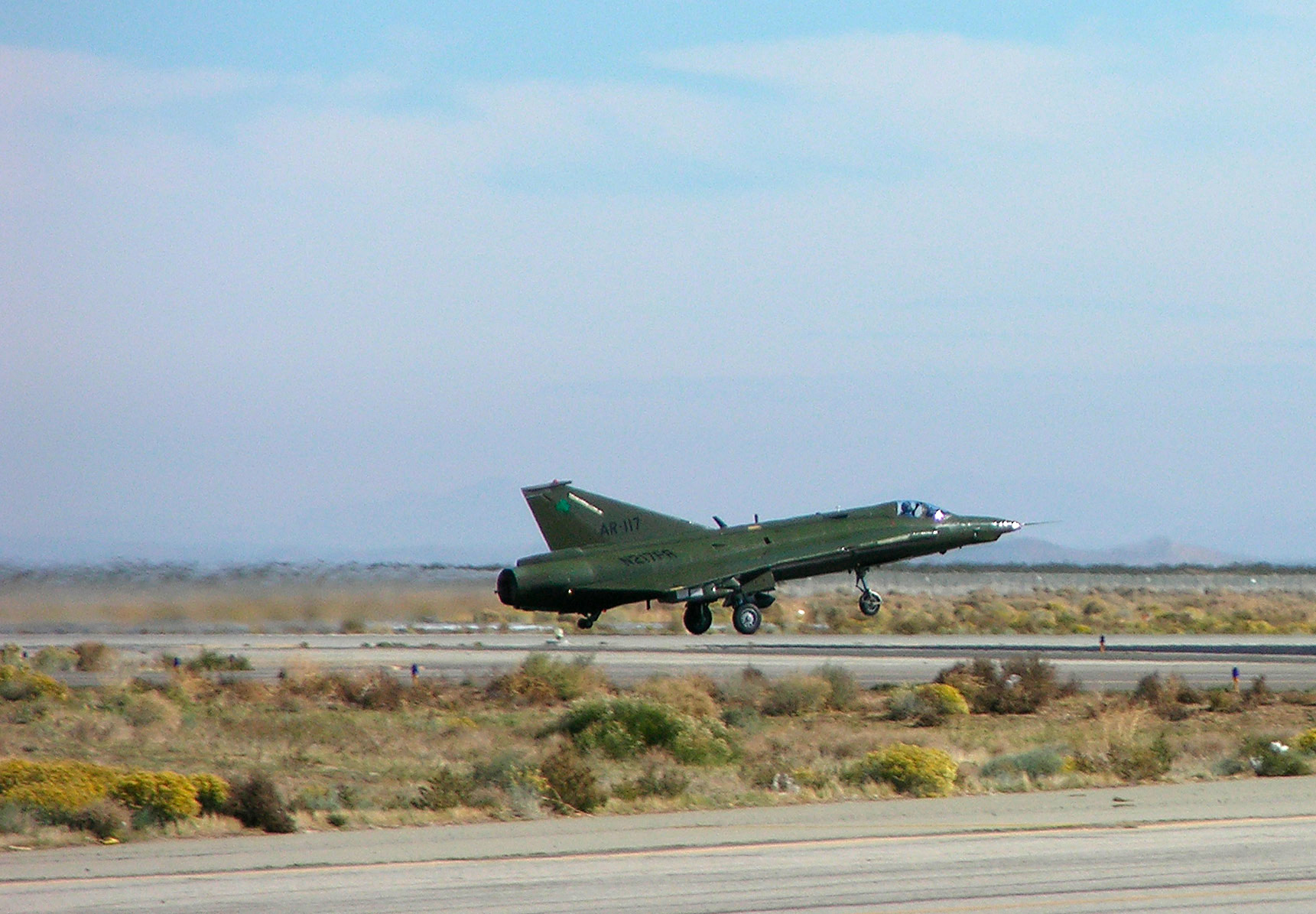
美國國家試飛員學校的Saab35

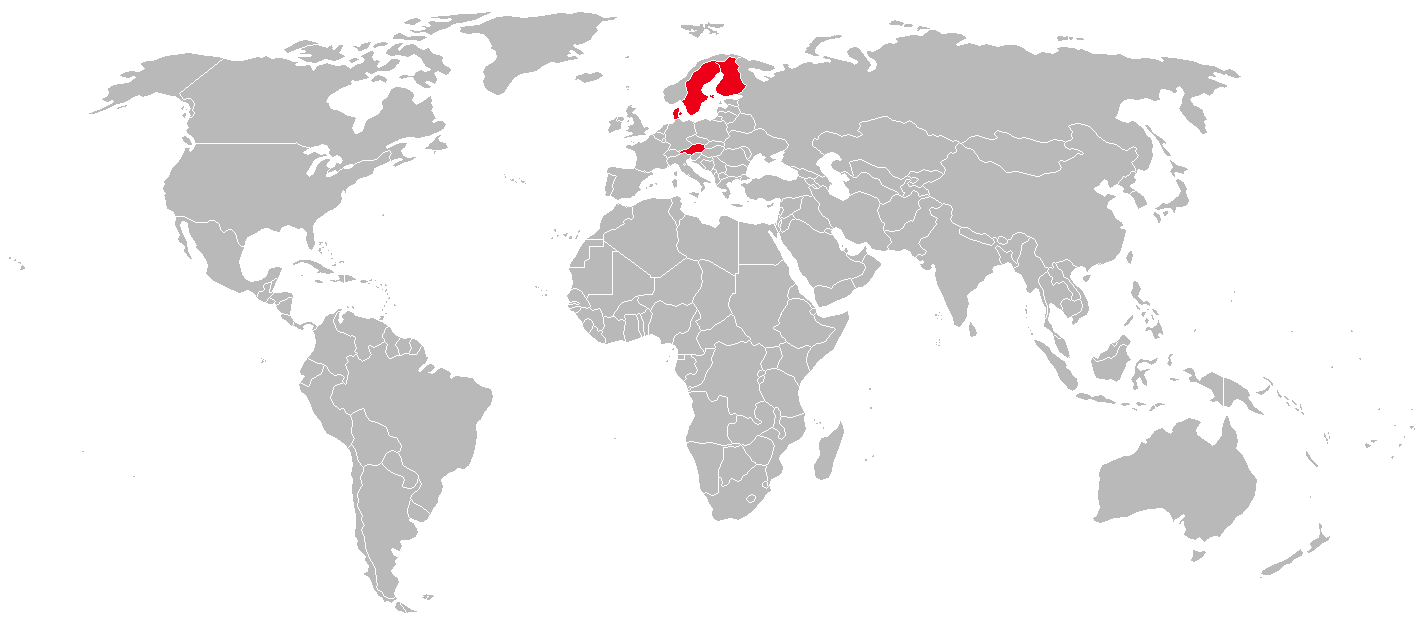
曾經使用過Saab 35戰鬥機的國家

- 奥地利：奧地利空軍 (24)
- 丹麦：丹麥皇家空軍 (51)
- 芬兰：芬蘭空軍 (50)
- 瑞典：瑞典空軍

|                 | J 35A     | J 35B     | SK 35C    | J 35D     | S 35E     | J 35F/F2  | J 35J     |
| --------------- | --------- | --------- | --------- | --------- | --------- | --------- | --------- |
| F 1 Hässlö      | -         | -         | -         | -         | -         | 1966–1983 | -         |
| F 3 Malmslätt   | -         | -         | -         | 1965–1970 | -         | 1970–1973 | -         |
| F 4 Frösön      | -         | -         | -         | 1969–1984 | -         | -         | -         |
| F 10 Ängelholm  | -         | 1966–1976 | 1986–1999 | 1964–1971 | -         | 1969–1991 | 1987–1999 |
| F 11 Nyköping   | -         | -         | -         | -         | 1965–1979 | -         | -         |
| F 12 Kalmar     | -         | -         | -         | -         | -         | 1968–79   | -         |
| F 13 Norrköping | 1960–1964 | -         | -         | 1963–1966 | -         | 1965–1978 | -         |
| F 16 Uppsala    | 1961–76   | 1962–1965 | 1962–1985 | -         | -         | 1976–85   | -         |
| F 17 Kallinge   | -         | -         | -         | -         | -         | 1972–1982 | -         |
| F 18 Tullinge   | -         | 1962–1973 | -         | -         | -         | -         | -         |
| F 21 Kallax     | -         | -         | -         | 1969–84   | 1966–79   | -         | -         |

- 美国：美國國家試飛員學校

## 技術規格（J 35）
- 翼展：9.42米
- 機長：15.35米
- 機高：3.89米
- 機翼面積：49.2平方米
- 空重：8,250公斤
- 正常起飛重量：10,900公斤
- 最大起飛重量：12,270公斤

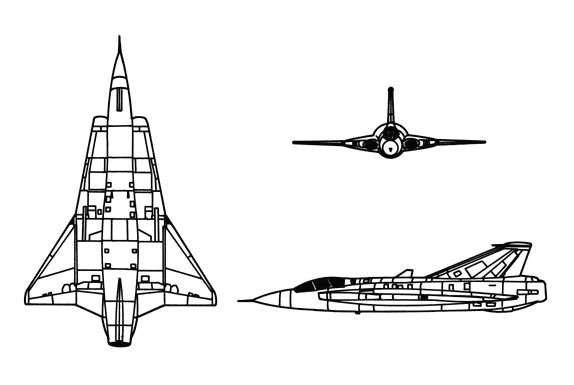
J 35F Draken

- 發動機：富豪RM6C（勞斯萊斯雅芳 RA.29/Mk.300），軍用推力5,800公斤，最大推力8,000公斤
- 最高飛行速度：11,000米，2.0馬赫﹔巡航速度：0.9馬赫
- 最大航程：1,754海裡（3,250公里）
- 實用升限：18,300米
- 最大載彈量：2,900公斤
- 外掛點：機翼下4-6個
- 機載武器：亞丁-55型30毫米轉輪式機炮

## 外部連結
- 瑞典Saab-35「龍」戰鬥機 （页面存档备份，存于）
- 超越时代的双三角翼——瑞典萨博-35“龙”式战斗机 （页面存档备份，存于）。原作者:Armstrong;轉載自 空军之翼[5]
- Extensive information on the Saab 35 Draken
- Draken（页面存档备份，存于）
- The Saab 35 Draken（页面存档备份，存于）
- Saab J35 Draken（页面存档备份，存于）
- (English & German) Saab J 35 Oe Draken Mk.II（页面存档备份，存于）
- Saab J35 Draken - FREE Flying Paper Plane（页面存档备份，存于）

## 資料來源
1. ↑  Robert Jackson. 譯:吳玉濤; 審校:舒孝煌 , 编.  初印版. Taipei: 知書房出版集團. : 222. ISBN 9789578320727.
2. ↑  The names of Swedish combat aircraft are always in the definite form, like Lansen or Gripen.
3. ↑  Nilsson, Axel. . Projects. Swedish Defence Materiel Administration. 13 Jan 2012  [12 Feb 2014]. （原始内容存档于2014-02-22）. Swedish naming of aircraft
4. ↑  . Japan: イカロス出版. August 28, 2017. ISBN 978-4802203951.
5. ↑  .   [2021-01-08]. （原始内容存档于2021-01-12）.